# Maldives Future Series
Die Maldives Future Series sind im Badminton offene internationale Meisterschaften der Malediven. Sie wurden erstmals 2019 ausgetragen.

## Turniergewinner
| Saison    | Herreneinzel            | Dameneinzel       | Herrendoppel            | Damendoppel              | Mixed                     |
| --------- | ----------------------- | ----------------- | ----------------------- | ------------------------ | ------------------------- |
| 2019      | Kantawat Leelavechabutr | Malvika Bansod    | Vaibhaav Prakash Raj S. | Kuo Yu-wen Lin Wan-ching | Lu Chia-bin Lin Wan-ching |
| 2020 2024 | nicht ausgetragen       | nicht ausgetragen | nicht ausgetragen       | nicht ausgetragen        | nicht ausgetragen         |